# 中华人民共和国主席特别助理
中华人民共和国主席特别助理，是中华人民共和国主席出国访问时随行官员的一种头衔。

## 简介
江泽民1989年出任中共中央总书记和中央军委主席，1993年出任中华人民共和国主席，仿效美国总统行政办公室，任内开始设立中华人民共和国主席特别助理这一头衔。例如1997年江泽民访问美国期间，曾庆红、滕文生、由喜贵均为特别助理。1998年王沪宁出任中央政策研究室副主任后，也开始以国家主席特别助理的身份陪同江泽民出访。其他曾经挂有特别助理头衔者还有杨德中、华建敏等人。
胡锦涛2002年出任中共中央总书记，2003年出任担任国家主席后，中国媒体的外访报道中随行官员已均直接使用各自职务，不再出现特别助理这一头衔。随行者中的中共中央办公厅主任一般都会履行“特别助理”的任务。